# Мейсон, Эдит
Эдит Мейсон (англ. Edith Mason; 22 марта 1892—26 ноября 1973) — американская оперная певица (сопрано).

## Биография
Родилась 22 марта 1892 года под именем Эдит Барнс, в Сент-Луисе, в штате Миссури. Обучалась в Бостоне, в Филадельфии и в Париже. В 1914 году накануне войны, выступала во Франции в комик-операх. 20 ноября 1915 года вернувшись в Штаты она дебютировала в труппе «Метрополитен-опера» в роли Софи в оперетте «Кавалер розы». Она оставалась членом этой труппы с 1917 по 1919 годы.
В 1919 году вышла замуж за Джорджио Полакко. В 1921 году она стала ведущей солисткой в Чикагской оперной ассоциации. В 1929 году Эдит развелась с Полакко.
15 мая 1931 года певица вступила в повторный брак с Полакко. В 1937 году они вновь развелись. Позже она вышла замуж за Уильяма Э. Рагланда.
Скончалась от инсульта в Сан-Диего, в штате Калифорния 26 ноября 1973 года в возрасте 81 года.